# Botswaans nationaal referendum (1987)
| Stemverhoudingen in % |
| --------------------- |
|                       |

Het Botswaans nationaal referendum van 1987 vond op 27 oktober plaats en handelde over de vraag of de bevolking instemde met het voornemen van de regering om een nationaal verkiezingstoezichthouder in te stellen die door de regering zal worden aangewezen. Een meerderheid van 78% stemde voor het regeringsvoorstel. Cijfers over stemgerechtigden of opkomst ontbreken. Oppositiepartij Botswana National Front (BNF) was scherp gekant tegen de instelling van een door de regering benoemde verkiezingstoezichthouder en was juist voorstander van een onafhankelijke figuur of commissie.

## Uitslag
| Keuze                             | Stemmen | %     |
| --------------------------------- | ------- | ----- |
| "Ja"                              | 45.227  | 78,10 |
| "Neen"                            | 12.681  | 21,90 |
| Ongeldige stemmen/ blanco stemmen | -       | -     |
| Totaal                            | 57.908  | 100   |
| Geregistreerde kiezers/ opkomst   | -       | -     |
| Bron: AED                         |         |       |

Algemene en regionale verkiezingen: 1965 · 1969 · 1974 · 1979 · 1984 · 1989 · 1994 · 1999 · 2004 · 2009 · 2014 · 2019 ·  2024

Referenda: 1987 · 1997 · 2001